# 夏の思いで
「夏の思いで」（なつのおもいで）は、つげ義春が1972年9月に北冬書房の『夜行』2号に発表した、30ページからなる短編漫画。

## 解説
大胆な性描写で新境地を開いた『夢の散歩』（1972年5月 夜行1）に続く作品。おかっぱ頭の奥さんが登場する。日常をテーマにしたものが描きたいとの思いが結実したが、内容的には「追われるの犯罪者の心理」の描写にも焦点が当てられている。事件がないと描きにくい上、読者をひきつけられないとの思惑から、交通事故を題材にしているが、売れない漫画家の主人公の男と妻とのやり取りの中に物語が進行していく。主人公が交通事故にあって意識のないグラマラスな女性に痴漢を働き、その事実の発覚を恐れるという内容。他に夫婦の会話を中心にストーリー展開していく作品には『懐かしいひと』がある。
つげはのちに、この作品で読者が私生活と混同することを恐れ、妻がモデルではないこと、作品自体も完全な創作であることを強調している（詳しくは『つげ義春漫画術』（下））参照）。ストーリーは全くつげの妄想の産物で、元になる話も材料もない。作中に登場する2階建てのアパートは、妻である藤原マキと住んでいた調布の「ひなぎく荘」に似ている。この作品が描かれたのも、そのアパートへ引っ越してからである。
特に暗い印象が強かった『やなぎや主人』のあと、『夢の散歩』で突如、絵柄は白っぽく変化するが、同様の印象がこの作品でも受け継がれている。権藤晋は、この作品で男が女性にいたずらをするのは男の妄想かと受け取り、つげに尋ねるが、つげは作品中で男がいたずらをするのは事実だと答えている。男は女性のパンツをずり下げ、性器を見て、触った。同様に妄想と事実の区別が付きにくい作品に『やなぎや主人』がある。

## あらすじ
銭湯の帰り道、男はひき逃げを目撃する。先を歩いていたミニスカートの女性が、NKプリントの前で自動車にはね飛ばされる。男は草むらに倒れた女性に近づき「もしもし」と声をかけながら、パンツの中へ手を入れる。女性の口元がほんの少し開く。男はアパートへ戻ると、ひき逃げの事実だけを妻に伝える。警察に電話する妻、かかわりを恐れる男。電話口に出た男は警察に「あなたは見たんですね」と尋ねられ、「見たんです。わりと毛深い」などととんちんかんな答えを返す。2人でもう一度見に行くと、すでに人だかりができており、なぜか倒れたままの女性のパンツが膝の下まで脱げ落ちている。男は妻が女性の身の上をさまざまに推測するのに、うわの空の返事をする。
翌日、警察がパトカーでやってきて犯人探しが始まる。男は不安がり、様子をうかがいに出て、警察が犬を連れてくることや草むらに不審な足跡が残っていたことなどを聞き出す。犬と聞き不安になった男は、さまざまな工作を試みる。日増しに追われる“犯罪者の心理”に陥って行く男。事件や男の様子を野次馬の心境で楽しむ妻。
ある昼下がり、男は自転車で散歩の途中、腕に包帯をした当夜の女性に出遭う。男は右手の感触を思い出し、懐かしいなと思う。